# Barreirinhas
Barreirinhas là một đô thị thuộc bang Maranhão, Brasil. Đô thị này có diện tích 2291,1 km², dân số năm 2007 là 38426 người, mật độ 14,7 người/km².